# أولريش وايلد
أولريش وايلد (بالإنجليزية: Ulrich Wild)‏ هو مهندس ومهندس الصوت ومنتج أسطوانات وملحن أمريكي، ولد في 25 يوليو 1969.

## وصلات خارجية
- أولريش وايلد على موقع ميوزك برينز (الإنجليزية)
- أولريش وايلد على موقع أول ميوزيك (الإنجليزية)
- أولريش وايلد على موقع ديسكوغز (الإنجليزية)